# Raïon d'Adler

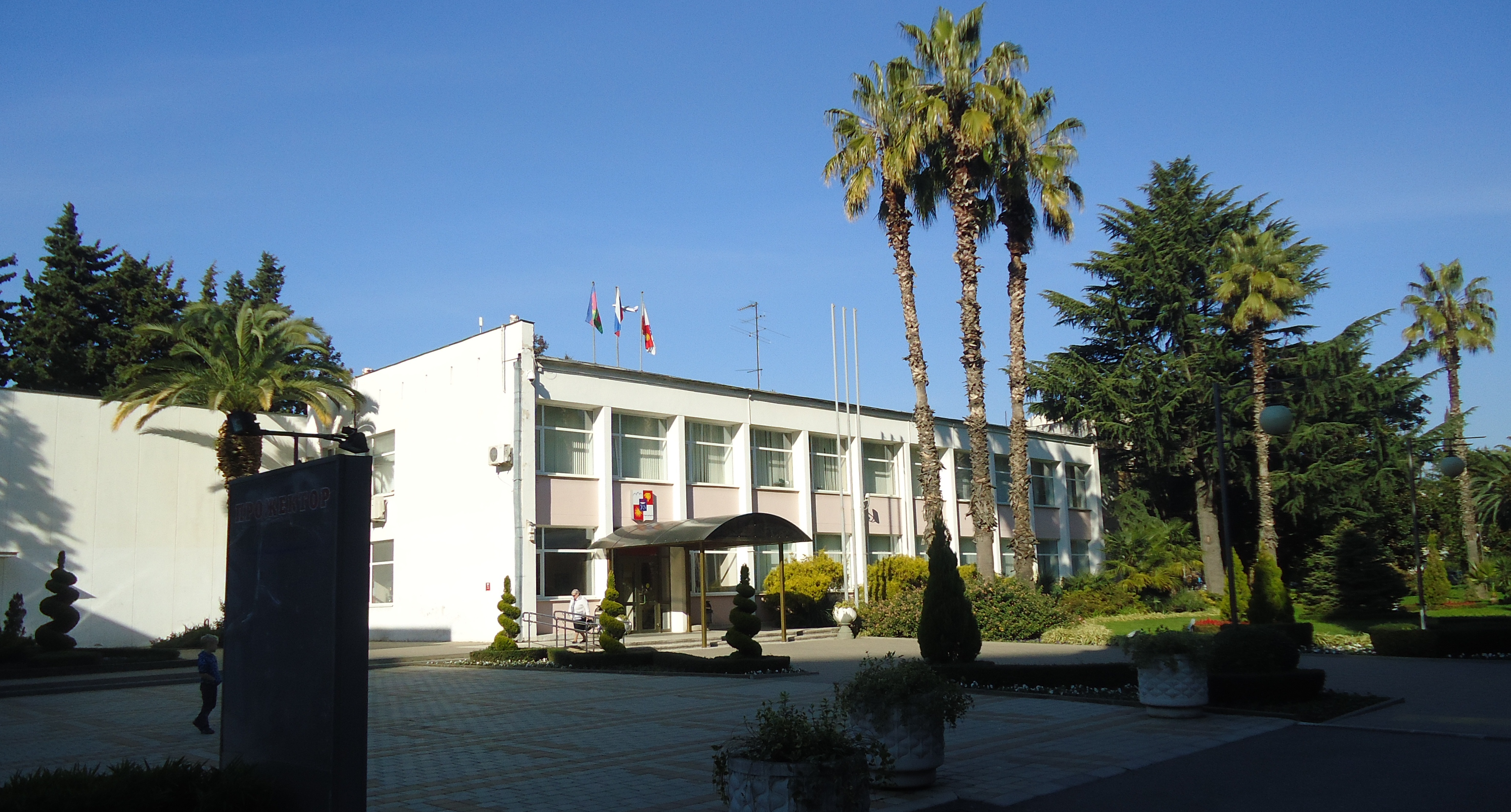
Siège administratif du district d'Adler à Adler.

Le raïon d'Adler, ou district d'Adler, est une subdivision administrative territoriale de la ville-arrondissement de Sotchi, en Russie. C'est l'un des quatre districts, avec celui du district central, du raïon de Khosta et du raïon de Lazarevskoïe. Son siège se trouve à Adler, au bord de la mer Noire.

## Géographie
Ce district se trouve au sud-est du centre-ville de Sotchi, entre les rivières Koudepsta et Psoou qui marque la frontière avec la république d'Abkhazie. Au nord-ouest et à l'ouest, le raïon d'Adler jouxte le raïon de Khosta. Sa superficie totale est de 1 353 km2.

## Historique
Le raïon a été formé en 1934. Il est intégré au kraï de Krasnodar en 1937. En 1961, il fait partie de la municipalité territoriale de la ville-arrondissement de Sotchi.

## Administration
Le raïon comprend six microraïons ou sous-districts: Adler, Blinovo, Goloubye Dali, Kourortny Gorodok, Nijneimeretinskaïa Boukhta, Tcheriomouchki.
Il comprend également l'arrondissement de Krasnaïa Poliana, et trois arrondissements ruraux : celui de Koudepsta, celui de Nijnaïa Chilovka et celui de Moldovka.

## Population

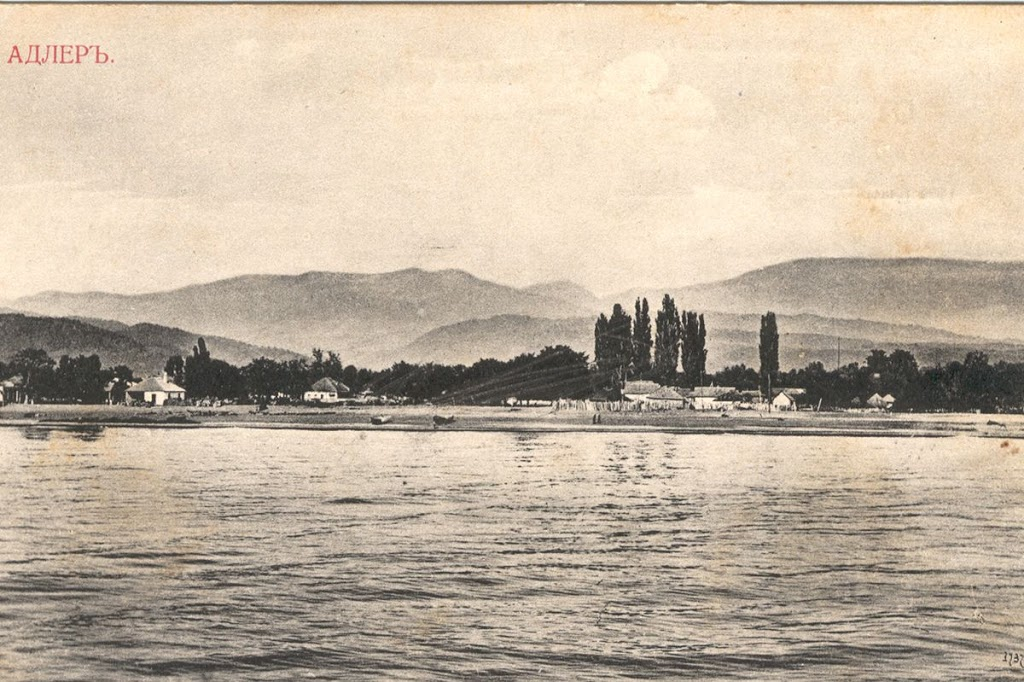
Vue d'Adler en 1910.

La population du raïon, en hausse, était de 76 534 habitants en 2010.